# Martin Schöffberger
Martin Schöffberger (* 3. Oktober 1962 in Wien) ist ein österreichischer Altphilologe und Lehrer.

## Leben
In seiner Heimatstadt besuchte er die Volksschule und das Bernoulligymnasium. Dort legte er 1981 die Reifeprüfung ab und begann im Herbst desselben Jahres an der Universität Wien das Studium der Klassischen Philologie/Latein und Griechisch für das Lehramt. Im Sommersemester 1987 vollendete er das Studium mit der Diplomprüfung mit der Arbeit Untersuchungen zur Vita beati Antonii des Ennodius. De vita beati Antoni monachi und begann mit dem neuen Schuljahr im Herbst 1987 – nachdem er schon während des Studiums aushilfsweise im Schulunterricht tätig war – seine Unterrichtstätigkeit am Schottengymnasium der Benediktiner in Wien und am Gymnasium der Schulbrüder in Strebersdorf (Wien).
Mit einer kurzen Unterbrechung – bedingt durch den Zivildienst, den er von Oktober 1991 bis Mai 1992 bei der Caritas Österreich im Bereich der Sozialarbeit ableistete – lehrt er seitdem am Schottengymnasium beide Unterrichtsfächer. Ab dem Herbst 1992 begann er zusätzlich die Ausbildung zum Bibliothekar und betreute von 1992 bis 2007 die Schulbibliothek.
Seit Herbst 1988 ist er mit den beiden Sprachfächern auch an der Hochschule Heiligenkreuz und von 1991 bis 2006 im Missionshaus St. Gabriel bei Mödling bei der Erwachsenenbildung im Theologiestudium tätig. In den Sommersemestern 2001, 2003, 2005, 2007, 2009 und 2011 leitete er auch an der Universität Wien den Griechisch-Intensivkurs für Theologiestudenten.

## Schriften (Auswahl)
- mit Helfried Gschwandtner, Marie-Theres Schmetterer und Gerhard Riegler: Cicero. Reden. ÖBV Pädagogischer Verlag, Wien 1994, ISBN 3-215-11630-8.
- mit Helfried Gschwandtner, Marie-Theres Schmetterer und Gerhard Riegler: Cicero. Reden. 2. Auflage, ÖBV Pädagogischer Verlag, Wien 1996, ISBN 3-215-11630-8.
- mit Helfried Gschwandtner, Marie-Theres Schmetterer und Gerhard Riegler: Caesar. ÖBV Pädagogischer Verlag, Wien 1994, ISBN 3-215-11628-6.
  - mit Helfried Gschwandtner, Marie-Theres Schmetterer und Gerhard Riegler: Caesar. 2. Auflage, ÖBV Pädagogischer Verlag, Wien 1996, ISBN 3-215-11628-6.
- mit Helfried Gschwandtner, Marie-Theres Schmetterer und Gerhard Riegler: Ovid. ÖBV Pädagogischer Verlag, Wien 1995, ISBN 3-215-11638-3.
  - mit Helfried Gschwandtner, Marie-Theres Schmetterer und Gerhard Riegler: Ovid. 2. Auflage, ÖBV Pädagogischer Verlag, Wien 1998, ISBN 3-215-11638-3.
- mit Helfried Gschwandtner, Marie-Theres Schmetterer und Gerhard Riegler: Sallust. ÖBV Pädagogischer Verlag, Wien 1995, ISBN 3-215-11631-6.
- mit Helfried Gschwandtner, Marie-Theres Schmetterer und Gerhard Riegler: Phaedrus. ÖBV Pädagogischer Verlag, Wien 1995, ISBN 3-215-11632-4.
- mit Viktor Streicher: Aus der Welt des Christentums. Griechische Texte aus dem Neuen Testament. öbvhtp, Wien 2005, ISBN 3-209-04664-6.
- mit Viktor Streicher: Griechische Historiographie. öbvhtp, Wien 2006, ISBN 3-209-04911-4.
  - mit Viktor Streicher: Griechische Historiographie. Klett, Stuttgart 2007, ISBN 3-12-671120-0.
- mit Viktor Streicher: Das griechische Drama. Komödie und Tragödie. öbvhtp, Wien 2007, ISBN 978-3-209-05376-3.